# 2 Tesalonicenses 1

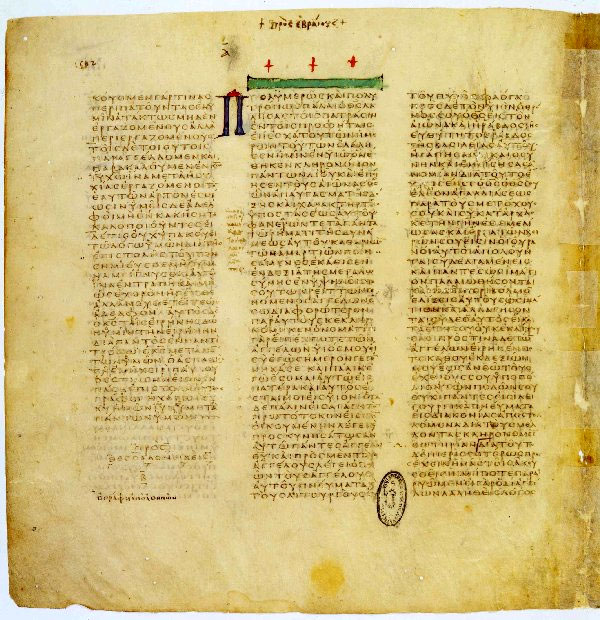
Segunda Epístola a los Tesalonicenses.

 2 Tesalonicenses 1 es el primer capítulo de la Segunda epístola a los tesalonicenses o 2.ª de Tesalonicenses,  también conocida como Segunda Carta a los tesalonicenses que es uno de los veintisiete libros que conforman el Nuevo Testamento cristiano. Así mismo, es una de las trece epístolas atribuidas, por la tradición, a Pablo de Tarso, una de las siete menores.Es probable que se encuentre entre las primeras de las cartas de Pablo, escritas probablemente a finales del año 52 d. C. Las catorce epístolas de Pablo de Tarso se dividen tradicionalmente en siete mayores y siete menores, en razón de su longitud e importancia.

## Manuscritos más antiguos que se conservan
El manuscrito original de esta carta se ha perdido, al igual que más de un siglo de copias. Las texto de los manuscritos supervivientes varía. Los manuscritos supervivientes más antiguos que contienen parte o la totalidad de este libro incluyen:
- Papiro 46 (c. 200 d. C.)
- Papiro 65 (siglo III)
- Codex Vaticanus (325-350)
- Códice Sinaítico (330-360)
- Codex Alexandrinus (400-440)
- Codex Ephraemi Rescriptus (c. 450)
- Codex Freerianus (c. 450)
- Codex Claromontanus (c. 550)

## Contenido
- Saludo: Versículos 1 y 2.
- Acción de gracias: Versículos 3 y 4.
- Retribución divina: Versículos 5-10.
- Oración por la perseverancia: Versículos 11- y 12

Los estudiosos suelen dividir cada capítulo en varios subcapítulos que, a veces, no suelen coincidir con los epígrafes correspondientes. En esta caso, el del Capítulo 1 coinciden perfectamente.

## Saludo. Versículos 1 y  2
1-Pablo, Silvano y Timoteo, a la iglesia de los tesalonicenses, en Dios nuestro Padre y en el Señor Jesucristo: 
2-la gracia y la paz estén con vosotros de parte de Dios Padre y del Señor Jesucristo.

### Comentario
La segunda carta a los creyentes en Tesalónica guarda varias similitudes con la primera. Al parecer, algunos miembros de la comunidad no comprendieron completamente ciertos aspectos de la enseñanza de Pablo, y su fe se debilitaba debido a las dificultades y persecuciones que enfrentaban. En esta carta, se les instruye acerca de la justicia divina que se manifestará al final de los tiempos y se aclara el momento de la venida del Señor. Además, se les anima a perseverar en la tradición paulina, especialmente en lo que respecta a la oración y el trabajo (3,1-16).
Después de saludar a la comunidad, Pablo alienta a los tesalonicenses resaltando el valor de su fe y la recompensa futura que recibirán por su perseverancia, en contraste con el castigo reservado para aquellos que los persiguen (1,6.9).

## Acción de gracias: Versículos 3 y 4
3-Debemos dar gracias a Dios en todo momento por vosotros, hermanos, como es justo, porque vuestra fe crece de modo extraordinario y rebosa la caridad de unos con otros, 
4-hasta el punto de que nos gloriamos de vosotros en las iglesias de Dios por vuestra paciencia y fe en todas las persecuciones y tribulaciones que soportáis.

### Comentarios
La acción de gracias de Pablo se centra en la fidelidad de los tesalonicenses, quienes permanecen firmes en la fe a pesar de las adversidades y soportan las persecuciones con paciencia. Juan Pablo II, al reflexionar sobre este pasaje, señala:

La participación en los sufrimientos de Cristo es, al mismo tiempo, sufrimiento por el reino de Dios. (…) Cristo nos ha introducido en este reino mediante su sufrimiento. Y también mediante el sufrimiento maduran para el mismo reino los hombres, envueltos en el misterio de la redención de Cristo.

«Vuestra fe crece» (v. 3). La fe debe ser dinámica y en continuo crecimiento, especialmente cuando se alimenta de la caridad. El Apóstol expresa su alegría al observar en los cristianos de Tesalónica cómo la práctica de su fe y el amor mutuo les han dado fortaleza y les han permitido conservar la alegría, incluso frente a persecuciones y dificultades.

Ved que la caridad y unión recíproca de los fieles entre sí es un gran socorro para resistir los males y soportar con entereza las aflicciones. En esa honda fraternidad se encuentra el más grande consuelo. Las aflicciones sólo hacen tambalearse a una fe débil y a una caridad imperfecta; pero una fe sólida y robusta encuentra en ellas la ocasión de afianzarse. Mientras que un alma débil y lánguida no encuentra en el dolor ningún elemento de fuerza, el alma generosa apoya sobre él un nuevo impulso de energía.

## Retribución divina: Versículos 5-10
5-Esto es señal del justo juicio de Dios, en el que sois estimados dignos del Reino de Dios, por el que ahora padecéis. 
6-En efecto, a los ojos de Dios es justo castigar con aflicción a quienes os afligen, 
7-y a vosotros, que ahora sois atribulados, premiaros con el descanso en compañía nuestra, cuando el Señor Jesús se manifieste desde el cielo con los ángeles de su poder, 
8-en medio de llamas de fuego, y tome venganza de los que no conocen a Dios ni obedecen el Evangelio de nuestro Señor Jesús. 
9-Éstos serán castigados con una pena eterna, alejados de la presencia del Señor y de la gloria de su poder, 
10-cuando él venga aquel día para ser glorificado en sus santos y para mostrarse admirable en todos los que creyeron —pues vosotros habéis creído nuestro testimonio.

### Comentarios
Dios es justo y recompensará a cada persona conforme a su justicia. Aunque el temor al castigo no debería ser la principal motivación para la fidelidad a Dios —pues el verdadero motivo debe ser el amor—, es importante recordar el peligro de una separación eterna del Señor. Este riesgo afecta a quienes eligen alejarse de Dios por medio del pecado y permanecen en esa separación hasta el final de sus vidas. Por eso, la Iglesia, al presentar los dones en la Eucaristía, implora con confianza:

Acepta, Señor, en tu bondad, esta ofrenda de tus siervos y de toda tu familia santa, ordena en tu paz nuestros días, líbranos de la condenación eterna y cuéntanos entre tus elegidos. 

## Oración por la perseverancia: Versículos 11- y 12
11-También por eso oramos en todo momento por vosotros, para que nuestro Dios os haga dignos de su vocación, y con su poder haga realidad todos vuestros deseos de hacer el bien y de practicar la fe, 
12-para que así el nombre de nuestro Señor Jesús sea glorificado en vosotros, y vosotros en él, según la gracia de nuestro Dios y del Señor Jesucristo.

### Comentarios
La frase «según la gracia de nuestro Dios y del Señor Jesucristo» (v. 12) puede traducirse de otro modo desde el griego: «según la gracia de nuestro Dios y Señor Jesucristo». En esta segunda interpretación, se estaría haciendo una declaración de fe en la divinidad de Cristo, presentándolo como Dios y Señor. Esta expresión, que se popularizó más adelante, resulta especialmente significativa aquí debido a su antigüedad.